# Poilley (Ille-et-Vilaine)
Poilley település Franciaországban, Ille-et-Vilaine megyében. Lakosainak száma 380 fő (2022. január 1.). Poilley Le Châtellier, Le Ferré, Saint-Georges-de-Reintembault, Villamée és Les Portes du Coglais községekkel határos.

## Népesség
A település népességének változása:
| Lakosok száma | 572  | 468  | 419  | 402  | 385  | 387  | 378  | 374  | 370  | 380  |
|               | 1968 | 1982 | 1990 | 2006 | 2013 | 2015 | 2017 | 2019 | 2020 | 2022 |